# 祭政一致
祭政一致（さいせいいっち、英: saisei itchi (the unity of state sacrifice and governance)など）とは、祭祀と政治とが一元化、一体化していること。祭政一致の祭は、「まつり」であり宗教を意味する。政は「まつりごと」、政治を意味する。
祭政一致の体制の下では、政治的指導者が同時に宗教的指導者を兼ねている。その思想並びに政治形態はアニミズム宗教で統治される古代社会に多い、日本でも巫の告げる神託が政治的な権威をもったヤマト王権を始めとする古代の神権政治、琉球王国の統治体制に遡ることができる。 
神道はアニミズム的宗教であり、その特徴の一つに祭政一致がある。日本語において神道には必ずしも限定されていないものの、祭政一致は英語ではSaisei itchiとしてそのまま神道の用語として用いられており、柳川啓一は祭政一致を職業聖職者が直接統治を行う神権政治とは異なるものとして定義した。祭政一致は主として古代天皇制の文脈において言及されてきた。

## 日本での祭政一致
慶応4年3月13日、明治新政府は「太政官布達」で王政復古・祭政一致し神祇官を再興する、と述べる。
明治元年十月十七日詔
崇神社、重祭祀、皇國之大典政教基本。然中世以降、政道漸率、祀典不舉、遂馴緻綱紀不振、朕慨之。方今更始之秋、新置東京、親臨視政、將先興祀典、張綱紀、以復祭政一致之道也。
明治二年十二月詔 
朕恭惟大祖創業、崇敬神明、愛撫蒼生、祭政一致、所由來遠矣。朕以寡弱夙承聖緒、日夜怵慯、懼天職之或虧、乃祗鎭祭天神地祇八神曁列皇神靈於神祇官、以申孝敬、庶幾使億兆有所矜式。
明治三年1月3日、『宣布大教詔』（大教宣布）でも使われている。
朕恭惟天神天祖、立極垂統、列皇相承、継之述之。祭政一致、億兆同心。治教明於上、風俗美於下。而中世以降、時有污隆、道有顕晦、治教之不洽也久矣。今也、天運循環、百度維新、宜明治教以宣揚惟神大道也。因新命宣教使以布教天下。汝群臣眾庶、其體斯旨。